# Eduardo Fabini
Eduardo Fabini (Solís de Mataojo, Uruguai, 1883 - 17 de maig de 1950) fou un compositor uruguaià considerat, conjuntament amb Alfonso Broqua, com el més representatiu del seu país. La seva obra, que va ser divulgada per Europa i Amèrica a mitjans del segle xx, va merèixer elogis de la crítica mundial. L'Orquestra Filharmònica de Madrid donà a conèixer els anys quaranta, el poema Campo d'aquest compositor, aconseguint un verdader èxit.
D'arrel netament nacional, Fabini ha dignificat Tristes, Vidalas i Pericones, elevant-los a un grau de notable perfecció. La seva obra compren diverses peces per a cant, piano i instruments diversos; els poemes Campo i La Isla de los Ceibos, així com d'altres obres, totes dignes del talent d'aquest compositor, que tant es recomana per la veritat de la seva factura i elevada forma de sentir.